# Saint-M'Hervé
Saint-M'Hervé è un comune francese di 1 403 abitanti situato nel dipartimento dell'Ille-et-Vilaine nella regione della Bretagna.

## Società

### Evoluzione demografica
Abitanti censiti